# Charleston (taniec)

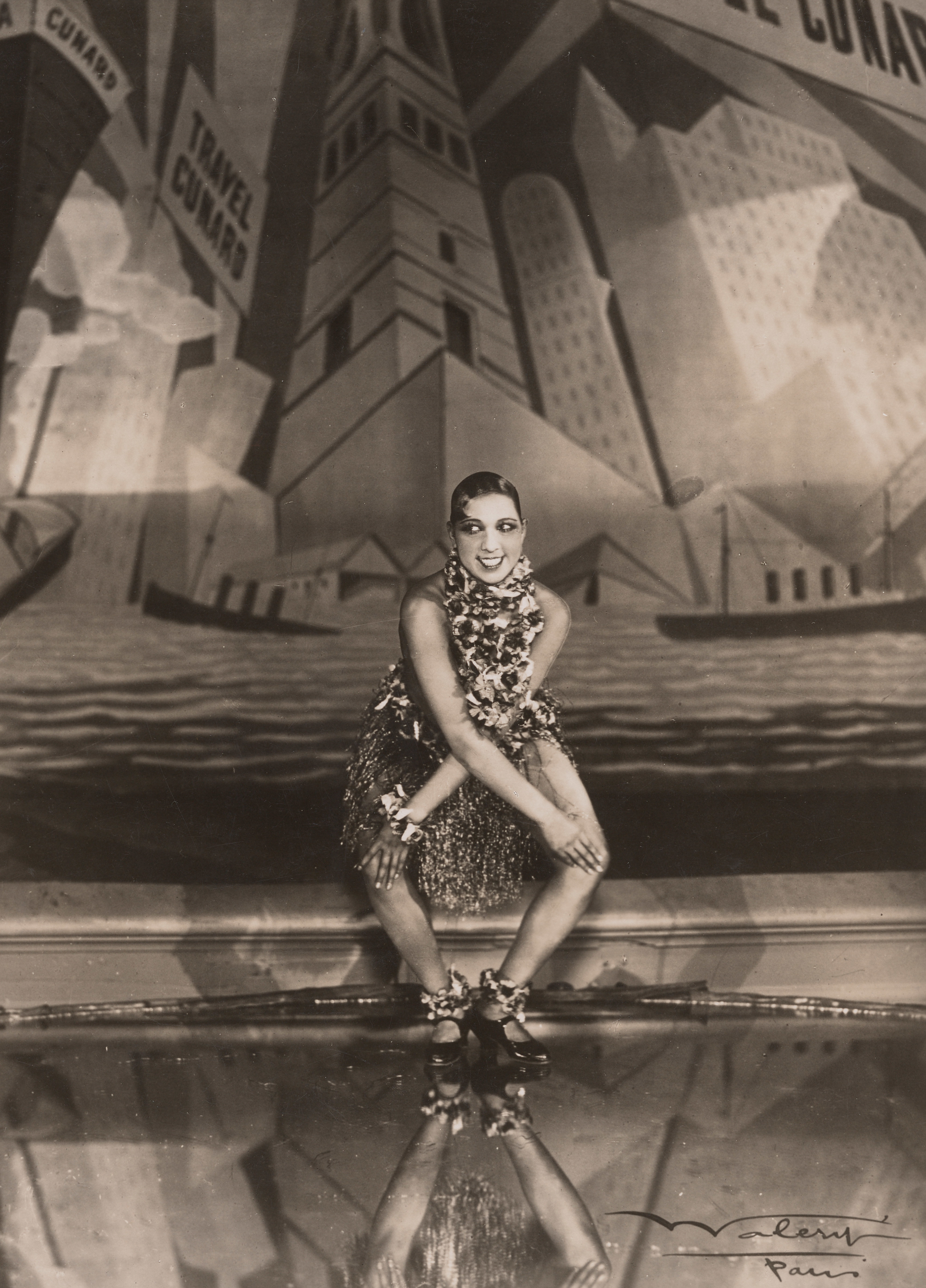
Josephine Baker tańcząca charlestona w Folies Bergère, Paris 1926

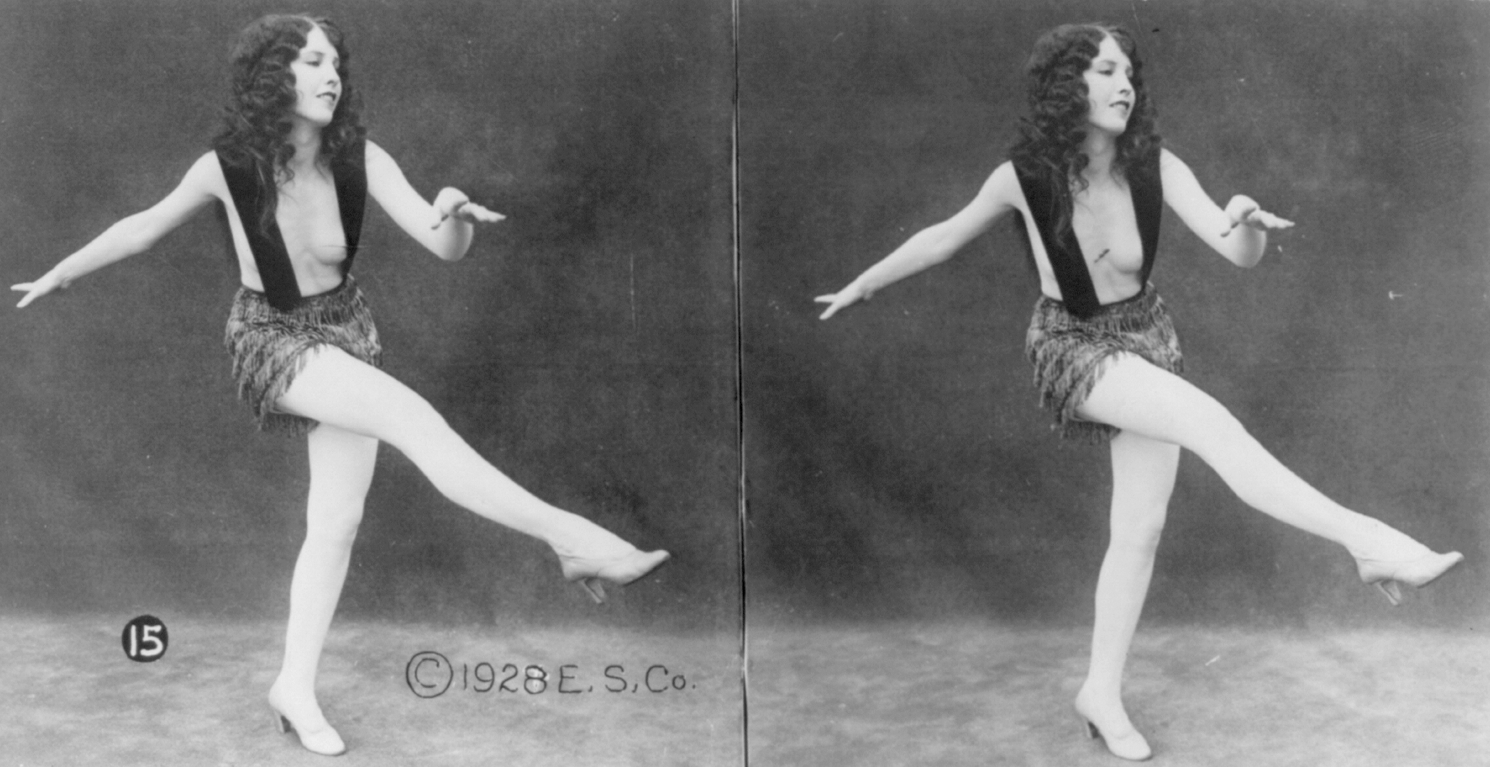
Charakterystyczne „kopnięcie” charleston.

Charleston – amerykański taniec towarzyski nazwany od miasta Charleston, w Południowej Karolinie. metrum 4/4, rytm synkopowany, tempo żywe. Rytm tradycyjny wywodzi się z Afryki Zachodniej, spopularyzowany w USA przez piosenkę z 1923 The Charleston skomponowaną przez kompozytora i pianistę Jamesa P. Johnsona do przedstawienia Runnin' Wild, stała się ona jednym z najbardziej popularnych hitów dekady.

## Opis
Mimo iż „wynaleziony” został przez wspólnotę afroamerykańską w USA, taniec stał się popularny wśród szerokiej społeczności międzynarodowej w latach 20. XX wieku. Pomimo swojej czarnej historii charleston jest najczęściej kojarzony z białymi flappersami i z nielegalnymi barami serwującymi alkohol w USA w czasach prohibicji (speakeasy). Społeczność popierająca prohibicję określała również charlestona mianem niemoralnego i prowokacyjnego.
Nieco inna forma charlestona stała się popularna w latach trzydziestych i czterdziestych i wiązana jest z lindy hop. W tej późniejszej formie charlestona, gorący jazzowy metraż z lat dwudziestych został zaadaptowany do swingu – muzyki lat trzydziestych i czterdziestych. Ten styl charlestona ma wiele potocznych nazw, między innymi swing(ing) charleston.
W Polsce po raz pierwszy charlestona zaprezentowała w 1926 w Warszawie Zula Pogorzelska w rewii Pod sukienką.
Współcześnie charleston jest ważnym elementem kultury tanecznej, tańczony w wielu kombinacjach: solo, z partnerem, bądź też w grupie par lub solistów. Podstawowe kroki dają olbrzymi wybór możliwości w improwizacji. Oba style: styl lat dwudziestych i swinging charleston są dziś popularne.

## Charleston w filmach
- W filmie z 1946 roku: „To wspaniałe życie” („It's a Wonderful Life”) w reżyserii Franka Capry, odbył się konkurs tańca, w którym głównym punktem był charleston. Wzięli w nim udział George Bailey i Mary Hatch (grani przez Jamesa Stewarta i Donnę Reed).
- Charleston został również uwypuklony w filmie z 2001: „Zakazana namiętność” („The Cat's Meow”) w roli głównej Kirsten Dunst.